# 오르가슴
오르가슴(프랑스어: orgasme, 프랑스어 발음: [ɔʁɡasm]), 성적 절정(性的絶頂) 또는 성극치감(性極致感)은 지속적인 성적 자극에 대한 성반응 주기 중 고조기의 마지막 절정으로, 강렬한 감정적 쾌감으로 정의할 수 있다. 남성과 여성 모두 이를 경험할 수 있는데, 오르가슴은 무의식, 혹은 자의적인 대뇌 변연계의 긴장 반응으로 제어되고, 생식기와 항문을 둘러싼 골반 하부 근육의 수축이 동반된다. 오르가슴은 종종 신체 여러 부위의 근육 경련과 도취감, 몸의 움직임이나 발성 등 무의식적인 기타 행위들을 동반한다.
오르가슴은 우리 몸이 자신으로부터나 상대로부터 받는 성적인 자극, 특히 성기의 애무를 받을 때 자연스럽게 나타나는 대뇌 변연계의 자율 생리반응이다. 인간의 경우, 일반적으로 오르가슴은 남성의 귀두나 여성의 음핵의 자극과 관련이 있다. 이 자극은 스스로 가하거나(자위행위) 상대방이 주거나(애무) 혹은 다른 성행위를 통해 가해질 수 있다. 하지만 남자와 여자가 가지는 오르가슴 주기는 달라 동시에 오르가슴을 느끼기에는 힘들다.
오르가슴 이후에는 종종 나른함을 경험하게 되는데, 이는 옥시토신과 프로락틴이라는 신경 호르몬의 분비에 기인한다. 남성과 여성의 뇌는 오르가슴(상대방에 의한)을 느낄 때 일시적으로 대뇌피질 상당 부분의 대사 활동 감소를 보이고, 대뇌 변연계의 신진대사는 그대로이거나 증가하는 현상을 보이는 등 남녀의 뇌 촬영 결과가 비슷한 변화를 나타낸다.

## 오르가슴에의 도달
오르가슴에 도달하는 일반적인 방법은, 여성은 음핵을 자극하는 것이고, 남성의 경우는 음경을 자극하는 것이다. 이러한 자극은 다양한 행위를 통해 받을 수 있다. 남성의 경우, 성교나, 구강 성교(펠라치오), 또는 자위행위를 통해 충분한 자극을 받을 수 있다. 이는 일반적으로 사정을 동반하게 된다. 여성의 경우 오르가슴은 성교나 구강 성교(커닐링구스), 자위, 비삽입성교, 혹은 바이브레이터, 전기 자극, 또 다른 기타 행위들을 통해 도달할 수 있다. 여성은 또한, 젖꼭지나, 기타 성감대를 자극하여도 오르가슴에 도달할 수 있다. 물리적 자극 이외에, 오르가슴은 또한 꿈을 꾸는 동안의 정신적 흥분으로도 도달할 수 있다. (몽정이 대표적인 예)
성적 자극에서 중요한 내분비선으로, 여성의 스킨샘과 남성의 전립샘, 두 상동기관이 있다. 일반적으로, 성감대라는 명칭이 이 둘을 지칭한다.

### 오르가슴 제어
스스로의, 또는 타인에 의한 오르가슴 제어는 감정적이고 생리적인 흥분도와 연관된 물리적인 자극과 감각을 운용하는 것이다. 자위행위의 반복을 통해, 개개인은 자신의 신체가 갖는 오르가슴 반응과 타이밍을 조절하는 데 능숙해질 수 있다. 상대방과의 자극의 경우에도 서로는 각자의 오르가슴 반응과 타이밍을 조절할 수 있다. 서로의 합의 하에, 각 파트너는 상대방의 오르가슴 반응과 타이밍을 제어하거나 증대시키는 법을 깨우칠 수 있다. 상대방의 자극을 통한 오르가슴 테크닉을 일컬어 상자위 또는 오르가슴 제어라고 부르는데, 이는 상대방의 오르가슴 반응의 조절을 개선하는 데 초점을 맞추고 훈련함으로써 배울 수 있다. 파트너 각자가 상호자위를 하는 도중에 제어를 하는 쪽이 될지 반응하는 쪽이 될지 선택하게 된다. 파트너와 오르가슴 반응을 공유하고 배우는 것을 통해, 오르가슴 제어기술이 확장될 수 있다. 확장된 오르가슴이라고 알려진 테크닉은 파트너 모두의 오르가슴 반응을 제어하고, 향상시키고, 확장시키는 것을 말한다.
오르가슴 제어는 처음에는 자위행위를 통해서, 그 다음에는 파트너와의 상호자위를 통해 가장 효과적으로 훈련된다. 상호자위시 파트너가 제어하는 오르가슴 반응을 연습하는 것은, 모든 성적인 상호 작용을 위한 서로의 오르가슴 제어와 오르가슴 확장성을 증대시킬 수 있다. 훈련된 오르가슴 제어는 남성이나 여성의 오르가슴 경험을 향상시킬 수 있으며 남성의 사정 제어까지 가능하도록 발전시킬 수 있다. 파트너와의 규칙적인 오르가슴 제어 훈련은 서로가 오르가슴 반응을 경험하고 다듬고, 확장시키는 것을 가능하게 한다. 각 성별의 오르가슴을 유도하는 테크닉은, 자위행위 중 직접 성기를 매만지는 것과(이나) 진동기의 사용을 포함한다. 이러한 행위는 파트너가 단지 관찰하도록 할 수도 있고, 자신이 성별 무관한 파트너를 선택해 그로부터 자극을 받을 수도 있다. 한 예로 동성의 파트너로부터 오르가슴 테크닉을 통해 확장 오르가슴을 경험한 경우가 있다. 집중하여 훈련한 오르가슴 제어 테크닉은, 우리 신체의 기본적인 대뇌 변연계의 오르가슴 반응을 향상시키고, 확장시키는 데 도움을 줄 수 있다. 오르가슴 제어의 연습은 남성/여성의 자위나 혹은 모든 성별의 조합에서 가능하다. 훈련된 오르가슴 제어는 대부분의 성적 교감으로 얻는 오르가슴 반응에 대한 경험을 확장시켜준다.

### 여성의 오르가슴
여성의 오르가슴에 대한 논의는 그것이 때때로 음핵 오르가슴과 질 오르가슴 두 가지로 구분된다는(아마도 인위적 구분이겠지만) 것 때문에, 꽤나 복잡하다.
개별 현상으로서의 질 오르가슴에 대한 개념은, 지그문트 프로이트가 처음 추측했다. 1905년, 프로이트는 음핵 오르가슴이 순전히 미숙한 현상이고, 사춘기를 지나면서 성숙한 여성이 되는 시기의 정상적인 반응은 질 오르가슴으로의 전환이며, 이는 음핵 자극이 없는 오르가슴을 뜻한다고 기술했다. 프로이트가 이 기본적인 추정을 아무런 증거 없이 내놓았음에도, 이 이론의 영향력은 상당했다. 많은 여성들이 음핵 자극이 아예 없거나 미미한 질 삽입만으로는 오르가슴을 느끼지 못해 불만에 빠졌다.
1966년, Masters and Johnson은 성적 자극의 단계에 대한 중점적인 연구결과를 내놓았다. 그들의 연구는 남녀를 같이 연구했지만, 좀 더 이른 시기의 앨프리드 킨지(1948년, 1953년) 연구와는 다르게, 오르가슴의 전, 후의 생리학적인 과정을 설명하고자 했다. Masters and Johnson 팀은 음핵 오르가슴과 질 오르가슴의 신체 반응이 같은 면을 갖고 있음을 알아냈다. 그들은 음핵의 자극이 사실 이 두 가지 오르가슴의 원천이라고 주장했다.
음핵의 크기에 관한 최근의 발견에 따르면 음핵 조직은 질 근처 몸 안쪽으로 상당한 크기로 뻗쳐있다. 이 발견은 이제 음핵 오르가슴과 질 오르가슴이 전혀 다른 것이라는 주장을 무효로 만들 만 하다.
음핵과 질의 연관성은 음핵이 여성 오르가슴의 '근원'이라는 생각을 떠오르게 한다. 이제 음핵은 그 단어 자체가 연상시키는 보이는 만큼의 조그마한 크기보다 훨씬 더 크다는 것이 명백해졌다. 일부 여성들은 다른 이들보다 음핵조직의 크기와 민감성이 크기 때문에, 많은 여성들이 음핵의 노출된 부분의 자극만으로 오르가슴에 도달하는 것과 달리, 삽입으로 인한 음핵 전반의 조직 자극만으로도 충분하다.
널리 알려진 최근의 이론 중 하나는 여성의 신체는 음핵의 자극 뿐만 아니라 G-스팟의 자극으로도 오르가슴에 도달할 수 있다는 것이다. 그뢰펜베르그 스팟, 혹은 G-스팟은 여성의 골반뼈 안쪽의 요도와 질 앞벽 주위 조그만 부분이다. G-스팟 오르가슴은 때때로 질의 그것으로 인식되는데, 이것이 성교를 포함한 질 안쪽의 자극으로 인한 결과이기 때문이다. 이 부분의 크기는 사람마다 상당히 차이가 큰 것으로 알려져 있고, 동양인의 경우 그 크기가 서양인에 비해 작은 것으로 알려져 있다.

### 항문 자극
"항문 오르가슴"은, 항문 성교나 손가락 삽입, 성행위용 도구 등을 통해 항문을 자극함으로써 얻는 오르가슴이다. 다른 이들이 항문 오르가슴과 음핵/질 오르가슴을 명확히 구분짓지 못하는 것에 비해 어떤 여성들은 이를 음핵/질 오르가슴과 질적으로 다른 오르가슴으로 경험한다는 사례가 있다.
남녀를 통틀어, 항문 자체나 항문 주변의 말초신경을 통해서 쾌감을 느낄 수 있다. 그러므로 음핵의 자극이 없는 항문-구강 접촉 만도 매력적일 수 있다. 잭 모린은 항문 오르가슴은 전립선 오르가슴과 서로 자주 혼동될 뿐 아무런 관계가 없다고 주장했다.

### 유방과 유두 자극
"유방 오르가슴"은 여성 오르가슴의 하나로, 여성의 유방(가슴)을 자극함(만짐, 주무름)으로써 촉발된다. 모든 여성들이 가슴을 자극받을 때 이것을 경험하지는 못하지만, 일부 여성들은 성교나 전희 중 유방을 자극받거나, 단지 유방을 자극하는 것만으로도 부드럽거나 강렬한 오르가슴에 도달했다고 주장한다. 213명의 여성을 대상으로 실시한 연구에 따르면, 29%의 여성이 한 번 혹은 여러 번의 유방 오르가슴을 경험했다고 한다. 이 결과는 이 오르가슴이 보편적이진 않더라도, 누구나 가능성이 있음을 보여주는 것이다. 이 오르가슴은, 성적인 흥분과 각성상태에서 분비되는 호르몬인 옥시토신이 부분적인 원인인 것으로 인식된다. 또한 옥시토신은 유두가 자극받고 발기되었을 때에도 분비된다고 알려졌다.

### 자발적인 오르가슴
오르가슴은 무의식적으로, 직접적인 자극 없이 일어나기도 한다. 때때로, 성적인 꿈을 꿀 때 오르가슴에 도달하기도 한다
이런 종류의 오르가슴이 처음 보고된 사례는 척수 손상 환자로부터이다. 척수 손상은 주로 감각과 자각력의 상실을 가져오기는 하지만, 이러한 장애가 있다고 해서 성적 흥분이나 성욕같은 감정이 박탈당하지는 않는다. 그래서 이들 중 일부는 감정적인 자극만으로도 오르가슴을 불러일으킬 수 있다.
성행위가 아닌 몇몇 행동으로 자발적인 오르가슴에 도달할 수 있다. 이러한 행위의 대표적인 예로는 긴장을 느슨히 한 상태에서 성기에 무심코 가해지는 자극으로, 자전거를 타는 도중 안장에 성기가 마찰되는 상태에서 골반 근육이 긴장되거나, 하품, 재채기를 할 경우가 있다.
또한 일부 항우울제는 부작용으로 무의식적인 절정을 유발하는 것으로 밝혀졌다. 보통 이와 같은 경우 사실을 숨기려는 경향이 있기 때문에, 항우울제를 처방받은 환자들 중에서 얼마나 많은 사람이 무의식적인 오르가슴을 경험했는지에 대한 정확한 자료는 없다.

### 강제 오르가슴
오르가슴은 속박이나 강간을 당하는 중에 강제적인 성적 접촉으로도 유발될 수 있고, 종종 희생자로서 받는 비난에서 오는 수치심이 동반된다. 원치 않은 성적 접촉을 통해 오르가슴을 경험하는 비율은 수치심과 부끄러움 때문에 신고율이 낮다는 점을 감안하더라도 매우 낮다. 강제 오르가슴은 성별과 관계없이 도달 가능하다.

### 다중 오르가슴
일부 경우에, 불응기를 거치지 않거나 그 기간이 매우 짧은 여성이라면, 첫 오르가슴 이후 거의 바로 두 번째 혹은 더 이상의 오르가슴을 경험할 수 있다. 첫 번째 이후에 일어나는 다음의 절정들은 자극이 가해짐에 따라 더욱 쾌감이 강렬하다. 몇몇 여성들은, 절정 이후에 음핵과 유두가 매우 민감해져서 추가적인 자극에 오히려 고통스러워 하기도 한다. 남성의 경우 오르가슴에 도달한 뒤, 짧으면 10분 길면 수시간 동안은 발기와 사정을 동반한 오르가슴에 도달할 수 없는데 이것을 불응기라고 한다. 여성의 경우 불응기가 없으며, 또 다른 오르가슴을 빠르게 경험할 수 있다.
한 영국 여성이 미세한 진동만으로도 하루에 여러 번 오르가슴을 경험한다는 미확인 보고를 포함하여, 여성이 너무 많은 오르가슴을 겪고 있다는 흥미로운 보고들이 있다.
남성은 사정 없이 오르가슴에 도달하거나(드라이 오르가슴) 오르가슴에의 도달 없이 사정을 할 수도 있다. 일부 남성들은 사정 없이 여러 번의 연속적인 오르가슴을 경험한다고 알려졌다. 드라이 오르가슴을 경험한 남성들은 종종 불응기가 짧아져 다중 오르가슴에 도달한다. 일부 남성들은 한 번에 몇 시간동안 여러 번의 오르가슴에 도달하는 자위행위가 가능하다. 최근 몇 년간, 많은 서적에서 다중 오르가슴에 도달하는 방법을 설명하고 있다. 대부분의 다중 오르가슴을 겪는 남성들(그리고 그들의 파트너)은 사정을 피하는 것이 오르가슴 이후에 더욱 정력적인 상태로 있게 된다고 말한다. 덧붙여, 일부 남성들은 이것이, 사정시 더욱 강렬한 오르가슴에 도달할 수 있도록 해준다고 한다.
한 가지 방법은 사정 직전에 음낭과 항문 중간 쯤의 회음을 압박하여 사정을 막는 것이다. 하지만 이것은, 정액 역류를 유발할 수 있고, 이는 정액이 음낭에서 외부로 나가지 못하고 방광으로 들어가는 것을 뜻한다. 또한 이것은, 좁은 안장을 가진 자전거를 장시간 탈 때와 비슷하게, 압박으로 인해 회음 안쪽의 신경과 혈관을 손상시킬 수도 있다. 전립선이나 방광 수술을 받은 남성 또한, 이유는 알려져 있지 않지만, 정액 역류시에 드라이 오르가슴을 경험할 수 있다.
정액의 근원인 전립선에 행하는 부드러운 손가락의 자극은 사람에 따라 성감대로서 자극이 될 수 있으며 일부 남성은 이를 통해 강렬한 사정을 할 수 있다. 딜도기구 중 하나(아네로스)는 전립선을 자극하여 남성이 이러한 종류의 오르가슴에 도달하는 데 도움을 주는 기능이 있다. 일부 남성들은 성기 자극을 일부러 통제하고, 전립선의 자극만으로 드라이 오르가슴 및 다중 오르가슴에 도달하기도 한다.
사춘기에 앞서 자위행위나 다른 성행위를 시작한 많은 남성들은 여러 번의 사정 없는 오르가슴에 도달할 수 있는 것으로 알려져 있다. 어린 남자 아이는 그들이 첫 사정을 경험하기 전까지는 불응기를 겪을 수 없기 때문에 이것이 가능하다. 여자 아이는 2차 성징 이후에도 이것이 언제나 가능하다. 이러한 능력은 남성이 자라면서 첫 사정을 경험하면 보통 사라진다. 몇몇 자료들은 사춘기 이전의 남성이 겪는 오르가슴이 "정상적인" 여성의 오르가슴과 특성상 유사함을 나타내고 있으며, 이는 사춘기의 호르몬 변화가 남성 오르가슴의 특성에 강력한 영향을 끼친다는 것을 알려준다.
얼마간의 연구는 프로락틴 호르몬이 남성의 불응기를 유발하는 원인일 가능성이 있는 것으로 지목하고 있다. 이것 때문에, 카베르골린 (Cabeser 또는 도스티넥스-Dostinex- 라고도 불린다) 과 같이 프로락틴을 억제하는 약품의 연구에 대한 관심이 활발하다. 카베르골린에 대한 실험 보고에 따르면, 이 약품은 불응기를 완전히 없애 남성이 빠른 주기로 여러 번의 사정 오르가슴을 경험하도록 할 수도 있다고 한다. 과학적 연구 중에서 최소한 하나는 이 주장을 뒷받침한다. 카베르골린은 변형 호르몬 약품이고 많은 부작용을 유발할 수 있다. 이 약품은 아직 성기능 장애의 치료에 인가되지 않았다. 가능성 있는 다른 것은 옥시토신의 주입이 될 수 있다. 더욱이, 증가한 옥시토신의 양은 매 회의 불응기의 길이에 영향을 준다고 믿어지고 있다.
성인 남성이 자연스럽게, 매 회 사정을 동반한, 다중 오르가슴을 경험했음을 증명한 과학적인 연구가 1995년 러트거스 대학교에서 진행됐다.
도교의 성에 관련된 책 중에 다중 오르가슴에 이르는 기법에 대해서 서술한 것을 바탕으로 하고 있다.이 연구 도중에, 36분 동안, 뚜렷한 불응기 없이, 6번의 사정을 동반한 오르가슴이 관측됐다. 이 결과는 몇몇의 경우 불응기가, 사춘기와 성인으로서 살아가면서도, 줄어들거나 아예 없어질 수 있음을 보여준다. 이후에, P. Haake et al. 은 한 남성이 프로락틴의 증가에 대한 반응 없이 다중 오르가슴에 도달함을 관측했다.

## 오르가슴의 정의
G-스팟의 자극으로 인한 오르가슴이라든지, 증폭되거나 연속적인 몇 분 혹은 한 시간 동안의 오르가슴의 경험 만을 지칭하도록 하자는 의견을 포함하여, 어떠한 종류의 성적인 감각을 '오르가슴'이라고 정확히 분류할 것인지에 대한 논쟁이 있다. 이에 대한 의문은 오르가슴의 임상적인 정의에 집중되어 있다.
오르가슴은 보통, 순전히 임상적인 입장에서 근육의 위축과 심박수와 혈압, 그리고 호흡의 빠르기/깊이의 변화를 통해 정의된다.
이 경우, 그리고 비슷한 경우에 사람들이 경험하는 느낌은 매우 주관적이고, 사실 오르가슴의 특징인 무의식적인 위축을 포함할 필요는 없다. 하지만 남녀가 느끼는 이 감각은 매우 높은 쾌감이며, 종종 몸 전체를 통과해 형언할 수 없다고 표현되는 감정상태를 유발하고, 혈류량 증가와, 최고의 오르가슴으로 비유되는 복합적인 쾌감을 가져온다.

## 같이 보기
- 성교
- 자위행위
- 피스팅
- 항문 성교
- 비삽입성교
- 구강성교
- 69체위
- 그룹 섹스
- 사정
- 전희
- 후희
- 애무
- 젖치기

### 더 읽어보기
- Gabriele Froböse, Rolf Froböse, Michael Gross (Translator): Lust and Love: Is it more than Chemistry? Publisher: Royal Society of Chemistry, ISBN 0-85404-867-7, (2006).
- Komisaruk, Barry R.; Beyer-Flores, Carlos; Whipple, Beverly. The Science of Orgasm. Baltimore, MD; London: The Johns Hopkins University Press, 2006 (hardcover, ISBN 0-8018-8490-X).

### 참조
1. ↑  “What Every Woman Needs to Know About Sexual Satisfaction - Marriage” (영어). 2008년 11월 23일에 원본 문서에서 보존된 문서. 2011년 5월 22일에 확인함.
2. ↑  Exton, MS; et al. (2001년 4월). “Coitus-induced orgasm stimulates prolactin secretion in healthy subjects”. 《Psychoneuroendocrinology》 26 (3): 287 – 94. doi:10.1016/S0306-4530(00)00053-6. ISSN 0306-4530. PMID 11166491.
3. ↑  “Masters and Johnson”. The Discovery Channel. 2006년 5월 18일에 원본 문서에서 보존된 문서. 2011년 9월 22일에 확인함.
4. ↑  O'Connell HE, Sanjeevan KV, Hutson JM. Anatomy of the Clitoris J Urol. 2005 10월;174 (4 Pt 1):1189-95; Time for rethink on the clitoris, BBC 뉴스.
5. ↑  Taormino, Tristan. “Anal sex v. vaginal sex”. 2011년 3월 12일에 원본 문서에서 보존된 문서. 2009년 7월 22일에 확인함.
6. ↑  Morin, Jack (1998). 《Anal Pleasure and Health》 3판. Down There Press. ISBN 0-940208-20-2.
7. ↑  Levay, Simon; Sharon McBride Valente (2005년 11월 15일). 《Human Sexuality》 2판. Sinauer Associates, Inc. ISBN 9780878934652.
8. ↑  Otto, Herbert A. (1988) New Orgasm Options: Expanding Sexual Pleasure.
9. ↑  “The Journal of Sexual Medicine” (영어). 2020년 10월 13일에 원본 문서에서 보존된 문서. 2009년 7월 23일에 확인함.
10. ↑  “The core of female orgasm”. 《Human Sexuality - Orgasm》. Sex Terms. 2011년 5월 27일에 원본 문서에서 보존된 문서. 2011년 5월 22일에 확인함.
11. ↑  Nancy Tuana, Rosemarie Tong, Feminism and Philosophy, Westview Press,[깨진 링크(과거 내용 찾기)] (ISBN 0-8133-2213-8ISBN 0-8133-2213-8ISBN 0-8133-2213-8, 9780813322131), 1995
12. ↑   보관됨 2018-07-19 - 웨이백 머신 D. John Anthony, "Trauma Counseling", Anugraha Publications, Tamil Nadu, India, Sep. 2005.
13. ↑  Levin RJ, van Berlo W (2004년 4월). “Sexual arousal and orgasm in subjects who experience forced or non-consensual sexual stimulation -- a review”. 《J Clin Forensic Med》 11 (2): 82–8. doi:10.1016/j.jcfm.2003.10.008. PMID 15261004.
14. ↑  최스미, 박명숙, 서민희, 유해영, 이향규, 채영란, 최승혜, 한기헤 외 공역. 〈1〉. 《인체 구조와 기능》. 수문사. 711쪽.
15. ↑  “British woman suffers from orgasms every 5 minutes”. Pravda. 2006년 5월 26일.
16. 1 2  Janssen, D.F. (2002년 10월). 〈Volume II: The Sexual Curriculum: The Manufacture and Performance of Pre-Adult Sexualities.〉. 《Growing Up Sexually -- The Sexual Curriculum》. 2013년 5월 12일에 원본 문서에서 보존된 문서. 2009년 7월 23일에 확인함.
17. ↑  Havelock Ellis Studies in the Psychology of Sex, vol. vi, p. 552, F. A. Davis Co., 1910, Kindle Edition 2008 ISBN: B0016PEMOS
18. ↑  “エネマグラ後方支援” (일본어).
19. ↑  Byerly, Paul & Lori. “How to make sex better for him”. 2006년 11월 5일에 원본 문서에서 보존된 문서. 2006년 11월 2일에 확인함. Boys who discover masturbation before puberty can't ejaculate, but they can have orgasms. They can also have multiple orgasms like women can, but then lose this ability when puberty adds ejaculation to their orgasms.
20. ↑  Krüger, Tillmann H.C.;  외. (2003년 12월). “Effects of acute prolactin manipulation on sexual drive and function in males”. 《Journal of Endocrinology》 179 (3): 357 – 365. doi:10.1677/joe.0.1790357. PMID 14656205. 2006년 6월 14일에 원본 문서에서 보존된 문서. 2006년 5월 28일에 확인함.
21. ↑  Whipple, B.; B. Myers and B. Komisaruk (1998). “Male Multiple Ejaculatory Orgasms: A Case Study”. 《Journal of Sex Education and Therapy》 23 (2): 157 – 162.
22. ↑  Haake, P.; et al. (2002년 4월). “Absence of orgasm-induced prolactin secretion in a healthy multi-orgasmic male subject”. 《International Journal of Impotence Research》 14 (2): 133 – 135. doi:10.1038/sj.ijir.3900823.
23. ↑  Schwartz, Bob (1992년 5월). 《The One Hour Orgasm: A New Approach to Achieving Maximum Sexual Pleasure》. Breakthru Publishing. ISBN 0942540077.